# Kim Dotcom
Kim Dotcom (születési neve: Kim Schmitz; Kiel, Németország, 1974. január 21. –), ismert még mint Kimble és Kim Tim Jim Vestor, német-finn internetes vállalkozó, üzletember, énekes, számítógépes hacker. Jelenleg Új-Zélandon él. Ő alapította a Megaupload nevű – később jogi úton felszámolt – fájlmegosztó weboldalt. A Megaupload utódja 2013-ban a MEGA lett.
Németországban az 1990-es években hackerként és internetes vállalkozóként vált híressé, aki kihasználta a riporterek technikai hitelességének hiányát. 1994-ben letartóztatták lopott telefonkártyaszámokkal való kereskedésért. 1998-ban 11 számítógépes csalás, 10 adatkémkedés és különböző egyéb vádak miatt ítélték el, amiért két év felfüggesztett büntetést kapott. 2003-ban kitoloncolták Németországba, ahol 2003 novemberében bűnösnek vallotta magát sikkasztásban, és miután öt hónapig börtönben várta a tárgyalást, újabb 20 hónap felfüggesztett büntetést kapott.
Dotcom a megszűnt Megaupload fájltárhely-szolgáltatás alapítója és korábbi vezérigazgatója (2005-2012). 2012-ben az Egyesült Államok igazságügyi minisztériuma lefoglalta a weboldalát, és vádat emelt Dotcom ellen, többek között szerzői jogok megsértése, pénzmosás, zsarolás és távirati csalás miatt. 2012-ben Dotcom akkoriban Új-Zélandon tartózkodott; az amerikai hatóságok kérésére az új-zélandi rendőrség 2012-ben házkutatást tartott a lakásán, és letartóztatta őt. Dotcom óvadék ellenében letette az óvadékot, és azóta is jogi eljárás alatt áll, hogy elkerülje a kiadatását az Egyesült Államoknak.
2017-ben egy új-zélandi bíróság úgy döntött, hogy Dotcom kiadható az Egyesült Államoknak a Megauploadhoz kapcsolódó csalás vádjával. Dotcom tagadott minden vétket, és azzal vádolta az amerikai hatóságokat, hogy politikai befolyással rendelkező hollywoodi stúdiók nevében bosszúhadjáratot folytatnak ellene. 2018-ban az új-zélandi fellebbviteli bíróság helybenhagyta az alacsonyabb szintű bíróság döntését. Dotcom fellebbezett az új-zélandi legfelsőbb bírósághoz, amely 2020-ban úgy döntött, hogy Dotcom kiadható az Egyesült Államoknak, de bírósági felülvizsgálat útján megtámadhatja a döntést.
2013-ban Dotcom elindított egy másik felhőtárhely szolgáltatást Mega néven, bár 2015-ben megszakított minden kapcsolatot a szolgáltatással. Emellett elindította és finanszírozta az Internet Pártot. A párt a 2014-es új-zélandi parlamenti választásokon a Mana Mozgalommal kötött választási szövetség keretében indult, a 2017-es parlamenti választásokon pedig önállóan indult, de egyik választáson sem tudott mandátumot szerezni.
2017-ben Dotcom szerepet játszott a Seth Rich meggyilkolásával kapcsolatos összeesküvés-elméletek terjesztésében.

## Fiatalkora

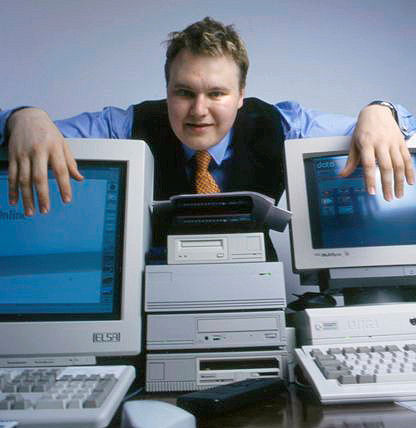
Kim Schmitz 1996-ban

Dotcom 1974-ben született Kim Schmitzként az észak-németországi Kielben, az akkori Nyugat-Németországban, édesanyja finn, turkui származású, így finn útlevéllel rendelkezik, és testvérei is Finnországban élnek, édesapja német. Törvényesen 2005-ben változtatta meg a vezetéknevét Dotcomra.
Új-zélandi letartóztatása előtt fényűző életet élt. 2001-ben a fő bevételi forrása egy Kimvestor nevű cég volt, és arról volt ismert, hogy a pénzét drága autókra és hajókra költötte. A 2000-es Monacói Forma-1-es Nagydíj idején Dotcom kibérelt egy 73 méteres jachtot, és partikat rendezett rajta olyan vendégek számára, mint Rainier monacói herceg.
2010. november 29-én állandó tartózkodási engedélyt kapott Új-Zélandon. Amíg a tartózkodási engedélye elbírálása folyamatban volt, Dotcom egy 600 000 új-zélandi dollárba kerülő tűzijátékot tervezett Aucklandben. Bérelt egy kastélyt Coatesville-ben, egy Auckland melletti vidéki közösségben, amely Richard és Ruth Bradley vállalkozók tulajdonában van, és az ország egyik legdrágább házának számít. A kúriát meg akarta vásárolni, amikor a bérleti szerződés lejárt.
Új-zélandi letartóztatása előtt ő volt a világ első számú Call of Duty: Modern Warfare 3 játékosa a több mint 15 millió online játékos közül.

## Magánélete
Dotcom 2007-ben találkozott Mona Vergával, akit "lelki társának" és "élete szerelmének" nevezett, és 2009. július 10-én vette feleségül. Dotcomnak egy gyermeke volt egy korábbi kapcsolatából, aki 2007 szeptemberében született. Dotcomnak és Vergának négy közös gyermeke született, mindegyik mesterséges megtermékenyítéssel. A pár első közös gyermeke 2009-ben született. Második közös gyermekük 2010-ben született.
Verga 2012 márciusában, egy hónappal azután, hogy óvadék ellenében kiengedték Kimet az Mt Eden börtönből, Aucklandben adott életet az ikerlányaiknak. 2014. május 17-én Dotcom a Twitteren bejelentette, hogy különvált feleségétől, Monától és beadja a válókeresetet. Mona négy nappal korábban távozott a Dotcom család vállalataiban betöltött igazgatói pozícióiból.
2017 novemberében Dotcom bejelentette, hogy 2018. január 20-án feleségül veszi menyasszonyát, Elizabeth Donnellyt; ez annak a razziának az évfordulója, amelynek során letartóztatták. Két éve jártak együtt, és 2017-ben Queenstownba költöztek. 2022 novemberében megszületett első közös gyermekük. Ez volt Dotcom hatodik gyermeke, aki szintén mesterséges megtermékenyítéssel fogant.

## Jogi vizsgálatok

### Németország
Schmitz tinédzserként hírnévre tett szert szülőhazájában, Németországban, miután azt állította, hogy Kimble néven - az 1963-as A szökevény című tévésorozat egyik szereplőjéről, Richard Kimble-ről mintázva - kijátszotta a NASA, a Pentagon és a Citibank biztonsági rendszerét. E hackelések egy része vitatott. Azt is állította, hogy az Amerikai Egyesült Államokban feltörte a vállalati PBX rendszereket, és azt mondta, hogy a hozzáférési kódokat eladta.
Schmitz egy "House of Coolness" nevű Bulletin Board Systemet működtetett, ahol a felhasználók kalózszoftverekkel kereskedtek. 1993 körül Schmitz állítólag Günter von Gravenreuth német kalózkodás elleni ügyvéd célkeresztjébe került, és fizetett informátorrá vált. 1994 márciusában Schmitzet letartóztatták lopott telefonszámok eladása miatt, és egy hónapig őrizetben tartották. 1998-ban ismét letartóztatták további hacker-vádak miatt, és 11 rendbeli számítógépes csalásért és 10 rendbeli adatkémkedésért elítélték. 1998-ban, mivel kiskorú volt, két év felfüggesztett büntetést kapott; az ügyben eljáró bíró Schmitz tetteit "fiatalkori ostobaságnak" minősítette..
2001-ben Schmitz 375 000 euró értékben vásárolt részvényeket a majdnem csődbe ment Letsbuyit.com cégből, majd ezt követően bejelentette, hogy 50 millió eurót kíván befektetni a cégbe. A bejelentés hatására a Letsbuyit.com részvényeinek értéke megugrott, ami Schmitz számára 1,5 millió eurós nyereséget eredményezett. Schmitz azt ígérte, hogy kisegíti a céget a pénzügyi nehézségekből, de aztán kiderült, hogy befektetési csaló, és 2002-ben letartóztatták, majd később bennfentes kereskedelem miatt elítélték.

## Thaiföld
Dotcom Thaiföldre költözött, hogy elkerülje a nyomozást, de a német nagykövetség kérésére ott letartóztatták. Erre válaszul állítólag online öngyilkosságot színlelt, és weboldalán keresztül kijelentette, hogy "Ő Királyi Fensége, Első Kimble király, a Kimpire uralkodója" néven kíván ismert lenni. Visszatoloncolták Németországba, ahol 2003 novemberében bűnösnek vallotta magát sikkasztásban, és miután öt hónapig börtönben várta a tárgyalást, ismét felfüggesztett büntetést kapott, ezúttal 20 hónapot. Miután másodszor is elkerülte a börtönbüntetést, 2003 végén elhagyta Németországot, és Hongkongba költözött.

## Hongkong
Dotcom Hongkongot találta kedvére valónak, és 2003 decemberében, nem sokkal az odaköltözés után bejegyeztette a Kimpire Limitedet. Összekapcsolt cégek hálózatát hozta létre, köztük a Trendaxot, amelyről azt állította, hogy egy mesterséges intelligencia által vezérelt fedezeti alap. A Trendaxot azonban soha nem jegyezték be a hongkongi Értékpapír- és Futures Bizottságnál, és a cégnek jogilag nem volt engedélyezve, hogy befektetéseket fogadjon el, vagy kereskedést folytasson. Miután Új-Zélandra költözött, Dotcom nem jelentette be befektetési tevékenységét a Securities and Futures Commissionnak, és 8000 hongkongi dollárra megbírságolták.

## Zenei pályafutása

### Albumok
| Év   | Cím        | Tulajdonságok                                  | Legmagasabb helyezés |
| Év   | Cím        | Tulajdonságok                                  | NZ                   |
| ---- | ---------- | ---------------------------------------------- | -------------------- |
| 2014 | Good Times | - Released: 20 Jan 2014 - Label: Kimpire Music | 8                    |
|      |            |                                                |                      |

### Szólók
- "Mr. President" (2012)[55]
- "Precious" (2012)[56]